# Команда руйнівників
Команда руйнівників (англ. The Wrecking Crew) — американський кримінальний бойовик 2000 року режисера Альберта П'юна.

## Сюжет
Секретна державна організація наймає банду на чолі з Мінесом, щоб знищувати інші банди в різних містах. У Детройті дві банди вирішують укласти перемир'я, для чого на покинутий завод прибувають їхні лідери Хасім і Слай. Один з членів банди на ім'я Джуда вирішує звернутися до лідера третьої банди Джозефа, з пропозицією ліквідувати конкурентів. Прибувши на місце зустрічі банда Джозефа намагається вбити Хасіма і Слая. Туди ж приходить Мінес і його команда, щоб розправиться з усіма бандитами одночасно.

## У ролях
| Актор                | Роль     |
| -------------------- | -------- |
| Айс-Ті               | Мінес    |
| Ерні Гадсон молодший | Хакім    |
| Девід Аскью          | Слай     |
| Т.Дж. Сторм          | Джозеф   |
| Вінсент Клін         | Джуда    |
| Романі Малко         | Шеві     |
| Джахі Дж.Дж. Зурі    | Цібо     |
| Роб Ладесіч          | капітан  |
| Снуп Догг            | Дра-Мен  |
| Тарша Ніколь Джонс   | репортер |

## Цікаві факти
- Режисер Альберт П'юн зняв цей фільм одночасно з двома іншими — «Чорний ангел» і «Продажний», зйомки проходили у Східній Європі. Відзнятий матеріал був відправлений літаком, але половина кожного з цих фільмів було втрачено на шляху зі Східної Європи в Лос-Анджелес.